# James Cracknell
James Edward Cracknell (Sutton, Londres, 5 de mayo de 1972) es un atleta británico, campeón de remo y doble medallista olímpico de oro. Estaba casado con la presentadora de radio y televisión Beverley Turner, con quien tiene tres hijos. Cracknell fue nombrado OBE por «servicios al deporte» en la Lista de Honores del Año Nuevo 2005.

## Biografía
Cracknell comenzó a remar mientras asistía a la Kingston Grammar School y remaba en el Campeonato Mundial Junior en 1989 y 1990, ganando una medalla de oro en 1990. Se graduó de la Universidad de Reading como licenciado en ciencias en geografía humana en 1993, seguido de un PGCE en el Instituto de Educación y una maestría universitaria en ciencias de la Universidad Brunel en 1999. Entrando en el equipo superior, Cracknell hizo numerosas apariciones en el Campeonato Mundial de Remo; sin embargo, no ganó ninguna medalla antes de los Juegos Olímpicos de Atlanta 1996. Clasificó en el doble scull para los Juegos de 1996, pero cayó enfermo de amigdalitis y no pudo competir. En 1997, ganó un asiento en los cuatro sin timonel masculino, con Steve Redgrave, Matthew Pinsent y Tim Foster. Con este equipo, ganó el Campeonato Mundial de Remo en 1997, 1998 y 1999 (con Ed Coode reemplazando a Foster), y finalmente la medalla de oro en los Juegos Olímpicos de Sídney 2000. En agosto de 2000, el mes anterior a ganar el oro en Sídney, participó en un documental de 3 partes de la BBC titulado Gold Fever.
Luego de que Redgrave se retirase, Cracknell cambió de remo en el lado del trazo a la proa para unirse a Pinsent en los dúos sin timonel.La pareja ganó el Campeonato Mundial en 2001, cuando también ganaron los dobles con timonel, y 2002. Sin embargo, en 2003 una temporada decepcionante se vio limitada por la imposibilidad de ganar el Campeonato Mundial, y Pinsent y Cracknell se trasladaron a los cuatro con timonel, con Steve Williams y Alex Partridge. Ed Coode reemplazó a Partridge debido a una lesión para los Juegos Olímpicos de verano de 2004, ganando la medalla de oro en Atenas, venciendo a los campeones mundiales de Canadá por 0.08s.
Llegó segundo en la división de parejas de la Atlantic Rowing Race de 2005–2006 en Spirit of EDF Energy, en colaboración con Ben Fogle. Aunque tomaron el primer lugar en la línea de honores del evento de parejas (en general, fueron terceros en terminar la carrera), el uso de agua de lastre durante la competencia resultó en que la pareja se moviera a la segunda posición de acuerdo con las reglas de la carrera. El evento ayudó a recaudar dinero para Children in Need.
Tocaron tierra en Antigua a las GMT del 19 de enero de 2006, un tiempo de cruce de 49 días, 19 horas y 8 minutos. En febrero de 2006, anunció su decisión de retirarse del remo competitivo. Poco después, se emitió un programa de televisión llamado Through Hell and High Water en BBC sobre la experiencia de Cracknell y Ben Fogle en la carrera atlántica. La pareja escribió un libro sobre su viaje llamado The Crossing: Conquering the Atlantic in the World's Toughest Rowing Race.
El 4 de marzo de 2006, la casa de Cracknell fue robada; le robaron sus medallas olímpicas de oro, junto con su anillo de bodas y una computadora que contenía 20,000 palabras de un nuevo libro y fotografías familiares. Las medallas de oro fueron recuperadas posteriormente por el perro de un vecino donde el ladrón las había descartado. El ladrón, Mark Murphy, de 30 años, fue atrapado y encarcelado.
Corrió el maratón de Londres el 23 de abril de 2006, en un tiempo de 3 horas, terminando más de una hora por delante de su compañero de remo Matthew Pinsent.

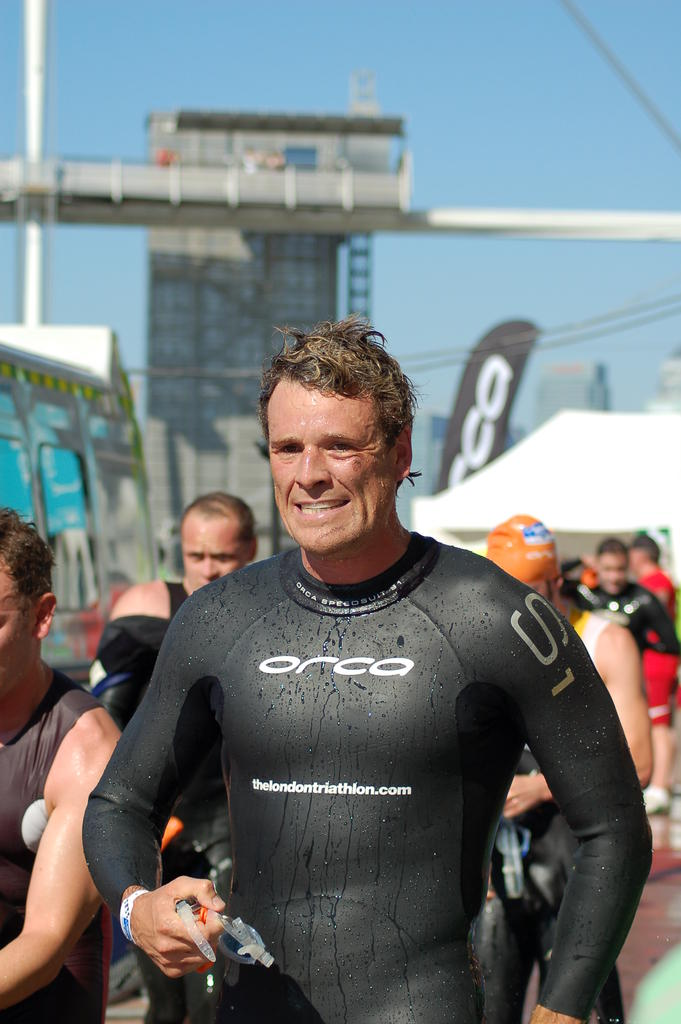
James Cracknell en el triatlón de Londres de 2007

En enero de 2008, Cracknell creó Threshold Sports con Julian Mack y Charlie Beauchamp.
En diciembre de 2008 partió una vez más con el excompañero de equipo de Atlantic Row, Ben Fogle y el Dr. Ed Coats (el ganador de una búsqueda nacional), esta vez para participar en la carrera inaugural del Amundsen Omega3 South Pole. El equipo atravesó las 473.6 millas sufriendo congelación, ampollas infectadas, pérdida de peso dramática, neumonía y agotamiento, y quedó en segundo lugar después de un par de noruegos. La BBC emitió una serie llamada On Thin Ice, de junio a julio de 2009. La serie fue acompañada por un libro escrito sobre la carrera, Race to the Pole (MacMillan).
En julio de 2008, Cracknell compitió en el Campeonato Europeo de Triatlón por GBR para su grupo de edad y en noviembre de 2009 participó en el maratón de Nueva York. En abril de 2009, James completó los 125 kilómetros de la maratón en canoa de Devizes a Westminster en un kayak de carreras con su compañero Bernie Shosbree.
En agosto de 2009, Cracknell intentó romper el ininterrumpido Land's End a John O'Groats, récord mundial combinado en tándem, junto con la medallista de oro olímpica Rebecca Romero. La pareja pasó Johnstone Bridge en Escocia antes de verse obligados a detenerse debido a problemas con las rodillas de Romero. Estaban en camino de romper el récord en más de tres horas. El intento fue lanzar el Ride Across Britain 2010 que la compañía de Cracknell organizó.
En abril de 2010, Cracknell se convirtió en el británico mejor clasificado en la historia de los 25 años del Maratón des Sables, terminando en el duodécimo lugar. Sus hazañas fueron filmadas para un documental de Discovery Channel, The Toughest Race on Earth, emitido en octubre de 2010. Fue derrotado en 2013 por otro británico, Danny Kendall, quien terminó décimo.
Seis meses después de sufrir un accidente mientras practicaba ciclismo, Cracknell compitió en el Yukon Arctic Ultra. Terminó segundo en la carrera de 430 millas a través del campo congelado de Alaska, vencido solo por el ciclista británico Alan Sheldon. La participación de Cracknell en la carrera fue filmada para el documental The Coldest Race on Earth transmitido por Discovery Channel.
Corrió el Maratón de Londres 2012 en menos de tres horas, una de las celebridades más rápidas, pero detrás de Nell McAndrew.
En 2018, Cracknell se matriculó en Peterhouse en la Universidad de Cambridge para estudiar un título de MPhil en evolución humana. El 7 de abril de 2019, Cracknell se convirtió en el competidor y ganador de mayor edad de Cambridge en la regata de 2019; a la edad de 46 años se convirtió en el remero más viejo en la historia del evento.
En 2019, participó en la serie 17 de Strictly Come Dancing, teniendo como pareja de baile a la bailarina profesional Luba Mushtuk. Fueron la primera pareja en ser eliminada, quedando en el decimoquinto puesto.

## Presentación y periodismo
Cracknell ha presentado deportes en ITV y Channel 4. Presentó la Regata de 2007 con Mark Durden-Smith y del Campeonato Británico de Superbikes, ambos para ITV. También es el presentador principal de la cobertura de Red Bull Air Race World Series de Channel 4. Es un columnista contratado en The Daily Telegraph y escribe sobre diversos temas, incluidos deportes, automovilismo, jardinería, cocina y otros.

## Política
Cracknell, un destacado defensor de la campaña NOtoAV en el referéndum de voto alternativo de 2011. Fue anunciado, el 2 de junio de 2013, como candidato del Partido Conservador para el sudoeste de Inglaterra y Gibraltar en las elecciones al Parlamento Europeo de 2014, pero a pesar de ser tercero en el partido conservador la lista no fue elegida.

## Actividades caritativas
Desde el 27 de febrero de 2008, Cracknell recorrió más de 1,400 millas desde Gran Bretaña hasta África en 10 días, remando, montando bicicleta y nadando. Remó desde Dover, Inglaterra, hasta Cabo Gris-Nez, Francia, luego viajó en bicicleta a Tarifa, España, y finalmente nadó a través del Estrecho de Gibraltar desde Tarifa hasta Punta Cires, Marruecos. El comediante David Walliams se unió a él en la parte final de su viaje brindándole apoyo de su experiencia previa de nadar en el Canal de la Mancha. El dinero recaudado por el desafío se destinó a la organización benéfica Sport Relief de la BBC, con lo más destacado de la acción transmitida el 14 de marzo. Fue invitado en The WiG GiG, recaudando más de £10,000 euros para el Macmillan Cancer Support.
En enero de 2009, participó en la Amundsen Omega 3 South Pole Race con el presentador de televisión Ben Fogle y el Dr. Ed Coats como miembros del Team QinetiQ, terminando en segundo lugar, 20 horas detrás del equipo ganador de Noruega. La carrera y los motivos se transmitieron en BBC Television durante el verano de 2009 en la serie On Thin Ice. El trío recaudó fondos para la organización benéfica de investigación médica para niños Sparks, elegida como socia de la organización benéfica en memoria de la sobrina de Cracknell, Eva, quien murió a los seis días después de sufrir privación de oxígeno al nacer.
El sábado 3 de octubre de 2009, Cracknell y Ben Fogle comenzaron un viaje de 60 horas (estimado) de Edimburgo a Londres en un bicitaxi en apoyo de SSAFA. Su objetivo era llegar a tiempo para la ceremonia de entrega de los Pride of Britain Awards el lunes 5 de octubre de 2009. Tuvieron que soportar vientos huracanados en Escocia y Northumberland en su primer día del viaje de 450 millas. Temprano el último día hicieron una parada en la Escuela Secundaria Etonbury en Arlesey, cerca de la carretera A1 a Londres, donde unos 100 niños les dieron la bienvenida y los saludaron en su camino.

## Accidente de ciclismo
El 20 de julio de 2010, Cracknell sufrió un golpe por la espalda de un camión cisterna de gasolina mientras intentaba andar en bicicleta, remar, correr y nadar desde Los Ángeles a Nueva York en 18 días. El accidente ocurrió alrededor de las 5.30 de la mañana en un tranquilo tramo de carretera a las afueras de Winslow, Arizona. Él ha atribuido su supervivencia al hecho de que estaba usando un casco de ciclismo en ese momento, el cual estaba «cortado en dos». En el choque sufrió una lesión de contrafuerte en los lóbulos frontales de su cerebro. En 2012, Cracknell y su esposa escribieron Touching Distance sobre su vida antes y después de su lesión cerebral, lo que lo dejó con epilepsia y un cambio de personalidad, incluido un mal genio. Desde el accidente, ha destacado por abogar por el uso de cascos de bicicleta.

## Vida personal
En 2002, Cracknell se casó con la presentadora de televisión Beverley Turner, con quien vivía en Chiswick. La pareja tuvo tres hijos: un hijo, Croyde (nacido en octubre de 2003) y dos hijas, Kiki (nacido en marzo de 2009) y Trixie (nacido en abril de 2011). Anunciaron su separación el 29 de marzo de 2019 después de 17 años de matrimonio.

## Logros
- Medallas olímpicas: 2 de oro
- Medallas del Campeonato Mundial: 6 de oro
- Medallas del Campeonato Mundial Junior: 1 de oro

### Juegos Olímpicos
- 2004 – Oro, Cuatro sin timonel (con Matthew Pinsent, Steve Williams, Ed Coode)
- 2000 – Oro, Cuatro sin timonel (con Matthew Pinsent, Tim Foster, Steve Redgrave)

### Campeonato Mundial
- 2003 – 4.º, Doble sin timonel (con Matthew Pinsent)
- 2002 – Oro, Doble sin timonel (con Matthew Pinsent)
- 2001 – Oro, Doble sin timonel (con Matthew Pinsent)
- 2001 – Oro, Doble con timonel (con Matthew Pinsent, Neil Chugani)[35]
- 1999 – Oro, Cuatro sin timonel (con Matthew Pinsent, Ed Coode, Steve Redgrave)
- 1998 – Oro, Cuatro sin timonel (con Matthew Pinsent, Tim Foster, Steve Redgrave)
- 1997 – Oro, Cuatro sin timonel (con Matthew Pinsent, Tim Foster, Steve Redgrave)
- 1995 – 10.º, Doble scull * 1994 – 8.º, Ocho
- 1993 – 6.º, Ocho
- 1991 – 7.º, Cuatro sin timonel (con John Garrett, Gavin Stewart, James Walker)

### Campeonato Mundial Junior
- 1990 – Oro, Cuatro sin timonel
- 1989 – 10.º, Doble con timonel

### Regata
- 2019 – Regata Oxford-Cambridge, remando por la Universidad de Cambridge

## Títulos
- James Cracknell (1972–2001)
- James Cracknell, MBE (2001–2004)
- James Cracknell, OBE (2004-presente)

### Honor nacional
- Oficial de la Orden del Imperio Británico (OBE)